# Vajtang VI de Kartli
Vajtang VI de Kartli (en georgiano: ვახტანგ Vakht'ang) , a veces Vakhtang VI, también conocido como Vajtang el Erudito, Vajtang el Legislador o Ḥosaynqolī Jan (en persa: حسین‌قلی خان, transliterado: Hoseyn-Qoli Xān) (15 de septiembre de 1675 - Astraján, 26 de marzo de 1737) fue un monarca georgiano de la dinastía real Bagrationi que gobernó el Reino de Kartli en el este de la actual Georgia como vasallo de la Persia safávida desde 1716 hasta 1724. 
Está considerado como uno de los estadistas más importantes y extraordinarios de Georgia a principios del siglo XVIII y es conocido como un notable legislador, erudito, crítico, traductor y poeta. Su reinado terminó abruptamente por la invasión otomana tras la desintegración de la Persia safávida, que obligó a Vajtang a exiliarse al Imperio ruso. Vajtang no pudo obtener el apoyo del zar para reconquistar su reino y, en cambio, tuvo que quedarse permanentemente con su vecinos del norte por su propia seguridad. Cuando iba de camino por una misión diplomática sancionada por la emperatriz Ana de Rusia, cayó enfermo y murió en el sur de Rusia en 1737, sin haber alcanzado Georgia.

## Como regente
Hijo del príncipe Levan, gobernó como regente (janishin) para su tío ausente, Jorge XI de Kartli, y su hermano, Kaijosro, de 1703 a 1712. Durante estos años, lanzó una serie de reformas que se necesitaban desde hace tiempo, revivió la economía y la cultura, reorganizó la administración e intentó fortalecer la autoridad central del rey. En 1707-1709, revisó sustancialmente el código legal (dasturlamali, también conocido como 'código de Vajtang') que funcionaría como base para el sistema feudal georgiano hasta su anexión por Rusia. Fue convocado por el sah Husséin en 1712 para ser confirmado como valí / rey de Kartli. El sah no otorgaría la confirmación, a no ser que se convirtiera al islam, y como se negó a hacerlo, fue encarcelado. Después de una breve regencia del príncipe Svimon de Kartli, su hermano Jesse (conocido por su nombre musulmán, Ali Quli-Jan), cumplió con la condición, y fue puesto en su lugar en 1714. Jesse gobernó Kartli por dos años, durante los cuales sufrió problemas internos y varias incursiones de tribus daguestaníes, también conocidas como Lekianoba.
Durante los años de cautiverio, Vajtang pidió ayuda a los monarcas cristianos de Europa, particularmente envió a su tío y tutor, Suljan-Saba Orbeliani en misión a Luis XIV de Francia. Más tarde, en sus últimas cartas al Papa Inocencio XIII y al emperador Carlos VI, fechadas el 29 de noviembre de 1722, decía Vajtang que desde hace años era secretamente católico, pero que no podía confesarlo abiertamente "por temor a que la gente lo considerase un traidor"  y lo confirmaba con informes de misioneros capuchinos en Persia. Los capuchinos escribieron una carta donde afirmaban que Vajtang se hizo católico antes de convertirse al islam, solo de fachada, además de asistir a la misa católica que ellos celebraban. Sin embargo, sus esfuerzos políticos fueron en vano, y Vajtang, aunque reacio, tuvo que convertirse en 1716, adoptando el nombre de Husayn-Qoli Jan. Nombrado sipah-salar (comandante en jefe) de los ejércitos persas, también prestó servicio como beglerbeg (gobernador general) de Azerbaiyán durante algún tiempo. Además, envió a su hijo, Bakar para gobernar Kartli, mientras que Jesse, que había abjurado del islam, se había retirado.

## Su reinado
Vajtang permaneció siete años en Persia antes de que se le permitiera regresar a su reino en 1719. Fue enviado de regreso con la tarea de poner fin a las continuas incursiones de las tribus del montañoso norte del Cáucaso, particularmente las tribus lezguinas de Daguestán. Asistido por el gobernante de la vecina Kajeti, así como por el beglarbeg de Shirvan, Vajtang hizo un progreso significativo en detener a los lezguinos. Sin embargo, en el clímax de la campaña, en el invierno de 1721, el gobierno persa lo retiró. La orden, que se produjo después de la caída del gran visir Fath-Ali Khan Daghestani, fue hecha por instigación de la facción de los eunucos de la corte real, después de haber persuadido al sah de que un final exitoso de la campaña para Vajtang le haría más mal que bien al reino safávida, ya que permitiría a Vajtang, el valí safávida, formar una alianza con Rusia con el objetivo de conquistar Irán. Esto puso fin a la lealtad efímera de Vajtang al sah. Hizo contactos secretos con el zar Pedro el Grande de Rusia y expresó su apoyo a la futura presencia de Rusia en el Cáucaso. Después de varios retrasos, el mismo Pedro dirigió un ejército de aproximadamente 25.000 hombres y una considerable flota posicionada a lo largo de la costa oeste del Mar Caspio en julio de 1722, iniciando la Guerra ruso-persa (1722-1723).
En este momento, la Persia safávida estaba internamente en un completo caos y su poder había declinado durante años, con su capital Isfahán asediada por afganos rebeldes. Como comandante y vasallo persa, el hermano de Vajtang, Rostom, murió durante el asedio y el sah designó al hijo de Vajtang, Bakar, como comandante de la defensa. Sin embargo, Vajtang se negó a socorrer a Isfahán. Al mismo tiempo, los otomanos le ofrecieron una alianza contra Persia, pero Vajtang prefirió esperar la llegada de los rusos. Las promesas de Pedro de proporcionar apoyo militar a los cristianos caucásicos para la emancipación final del yugo persa crearon una gran euforia entre los georgianos y los armenios.
En septiembre, Vajtang acampó en Ganyá) con un ejército combinado georgiano-armenio de 40.000 hombres para unirse a la expedición rusa que estaba avanzando. Esperaba que Pedro no solo buscaría ganancias para Rusia, sino que también protegería a Georgia de los persas y los turcos. Sin embargo, Pedro regresó pronto a Rusia, prefiriendo dirigir sus ejércitos a apoderarse de los territorios a lo largo del Caspio, puesto que no deseaba enfrentarse todavía a los otomanos que ya se estaban preparando para suceder al gobierno safávida en el Cáucaso. Vajtang, abandonado por sus aliados rusos, regresó a Tiflis en noviembre de 1722. El sah, entonces, tomó represalias contra él al dar permiso al rey musulmán Constantino II de Kajeti para conquistar el reino de Kartli. En mayo de 1723, Constantino y su ejército persa marcharon hacia las posesiones de Vajtang. Este, después de haberse defendido durante algún tiempo en Tiflis, finalmente fue expulsado y debió huir a Shida Kartli. Desde allí intentó ganarse el apoyo de las fuerzas otomanas que avanzaban y se sometió a la autoridad del sultán. Los turcos, que habían ocupado ya el país, decidieron darle el trono a su hermano Jesse, quien nuevamente se convirtió (aunque solo sea nominalmente) en musulmán.
A lo largo de estas invasiones de otomanos, persas, daguestaníes y afganos, puede que murieran tres cuartas partes de la población de Georgia. Vajtang, después de esconderse en las montañas con sus seguidores, buscó nuevamente la protección de Pedro, quien lo invitó a Rusia. Acompañado por su familia, sus camaradas de armas más cercanos y una escolta de 1.200 hombres, cruzó el Cáucaso hasta Rusia en julio de 1724. Pedro acababa de morir y su sucesora, Catalina I, aunque no le brindó ninguna ayuda directa, le permitió establecerse en Rusia, garantizándole una pensión y algunas propiedades.
Vajtang residió en Rusia hasta 1734, cuando entonces, resolvió tratar de recuperar sus dominios con la cooperación del sah de Persia. La zarina Ana consintió el proyecto de Vajtang, pero le dio instrucciones sobre cómo actuar en Persia, y de qué manera debería inducir a los georgianos y montañeses caucásicos a convertirse en vasallos rusos. Vajtang comenzó su viaje diplomático, en compañía de un general ruso, pero enfermó en el camino y murió en Astraján el 26 de marzo de 1737. Fue enterrado en la Iglesia de la Asunción de esa ciudad. Muchos de sus seguidores permanecieron en Rusia y luego sirvieron en el ejército Imperial Ruso. Uno de sus descendientes, y quizás el más famoso, fue Piotr Bagratión.

## Actividades culturales y académicas

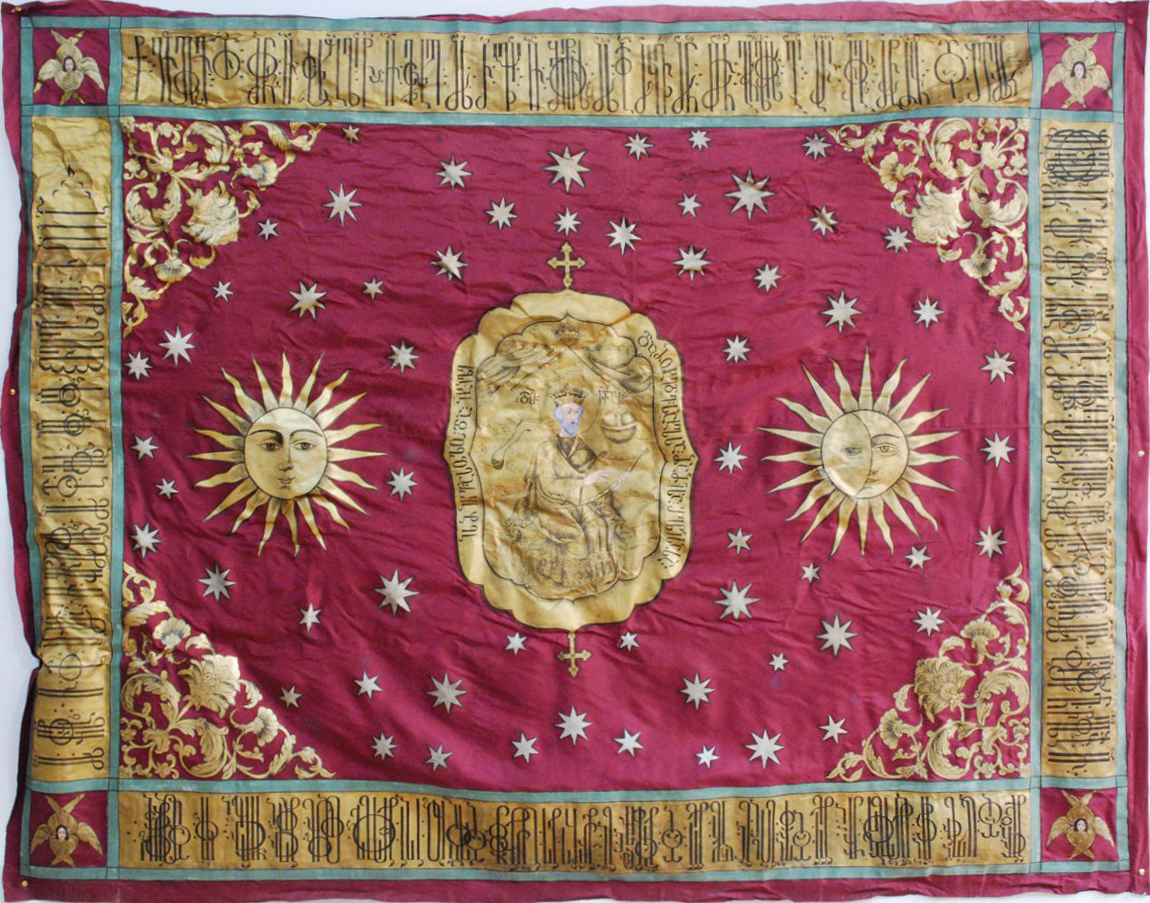
Estandarte real de Vajtang VI que representa al rey bíblico David, haciendo referencia a que los bagrátidas descienden de este rey.

Aunque las decisiones políticas de Vajtang a veces han sido objeto de críticas, sus actividades académicas y culturales están consideradas de gran mérito. Fue, de hecho, uno de los monarcas más eruditos de su tiempo. Autor y organizador de numerosos proyectos culturales y educativos destinados a potenciar la vida intelectual de su país. Con la ayuda del arzobispo de Valaquia, Antim el Georgiano, estableció, en 1709, la primera imprenta en Georgia y en todo el Cáucaso. Entre los libros publicados por la 'Tipografía de Vajtang' en Tiflis, se encontraba el poema épico nacional del siglo XII El caballero en la piel de tigre (Vep’khistkaosani) de Shota Rustaveli, que iba acompañado por comentarios académicos del propio rey. Esto llevó a una nueva ola de interés hacia ese gran poeta medieval e influiría en una nueva generación de poetas georgianos del siglo XVIII, que generalmente está considerado como el Renacimiento de la literatura georgiana.
También emprendió la impresión de la Biblia, que, según se cree, había sido traducida ya desde el siglo V del griego al georgiano, y actualizada y corregida en el siglo XI por los monjes del convento georgiano del monte Athos. Su imprenta también imprimió los Evangelios, los Hechos de los Apóstoles, los Salmos y otros libros litúrgicos y de oraciones, lo que provocó un gran descontento en la corte de Persia, que percibió que Vajtang, nominalmente musulmán,  era más aficionado a difundir el cristianismo que el Corán.
Eminente crítico y traductor, el propio Vajtang fue autor de varios poemas líricos patrióticos y románticos. Se sabe que tradujo una antigua colección de fábulas Kalila y Dimna del persa al georgiano. La traducción fue finalizada y editada por el mentor del Rey, Suljan-Saba Orbeliani. La traducción de Vajtang, junto con una obra de traducción anterior del rey David I de Kajeti, están consideradas de gran importancia histórica, puesto que pueden ayudar a identificar el texto original. Vajtang también presidió una comisión especial convocada para compilar y editar el corpus de crónicas georgianas que cubren el período desde la historiografía de los Años oscuros hasta la Era moderna temprana.

## Enterramiento

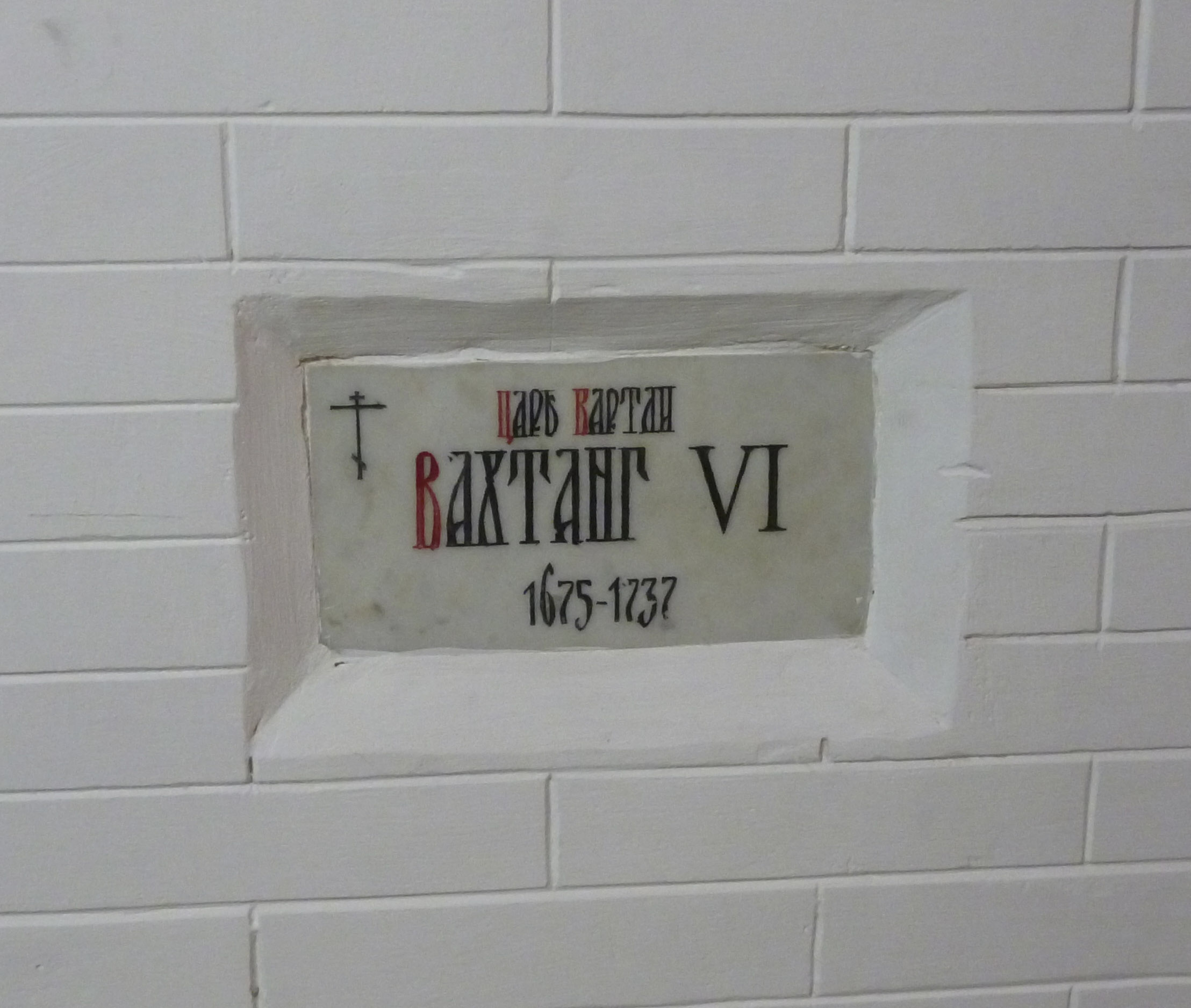
Tumba del rey Vajtang VI en Astraján.

En julio de 2013, Georgia planteó la posibilidad de trasladar los restos de Vajtang, de Astraján (Rusia) a Georgia para enterrarlo en su país natal.

## Familia
Vajtang se casó en Imereti, Georgia occidental, en 1696, con una princesa circasiana Rusudan (que falleció en Moscú el 30 de diciembre de 1740). Fueron padres de:
- Príncipe Bakar (11 de junio de 1699 o 7 de abril de 1700 - 1 de febrero de 1750), que gobernó Kartli.
- Príncipe Jorge (2 de agosto de 1712 - 19 de diciembre de 1786), general del Imperio ruso.
- Princesa Tamar (1696–1746) que se casó en 1712 con el príncipe Teimuraz, futuro rey de Kajeti y Kartli.
- Princesa Ana (Anuka) (1698–1746), que se casó en 1712 con el príncipe Vajushti Abashidze.
- Princesa Tuta (1699–1746), que se casó con el noble imeretiano de la familia ducal de Racha, Gedevan, duque de las Tierras bajas.

Vajtang también tuvo varios hijos extramatrimoniales, que incluyen:
- Príncipe Rostom (fallecido en 1689, enterrado en el monasterio de Tiri).
- Príncipe Vajushti.
- Príncipe Paata.
- Princesa Elene.
- Princesa Mariam.